# История Коммунистической партии Китая
История Коммунистической партии Китая условно делится на два больших периода — революционная борьба партии в период между 1921—1949 гг., когда коммунисты вели борьбу за власть в стране, и история партии, ставшей правящей партией в материковом Китае после образования Китайской Народной Республики в 1949 году.

## Революционная борьба (до 1949 года)

### Основание партии

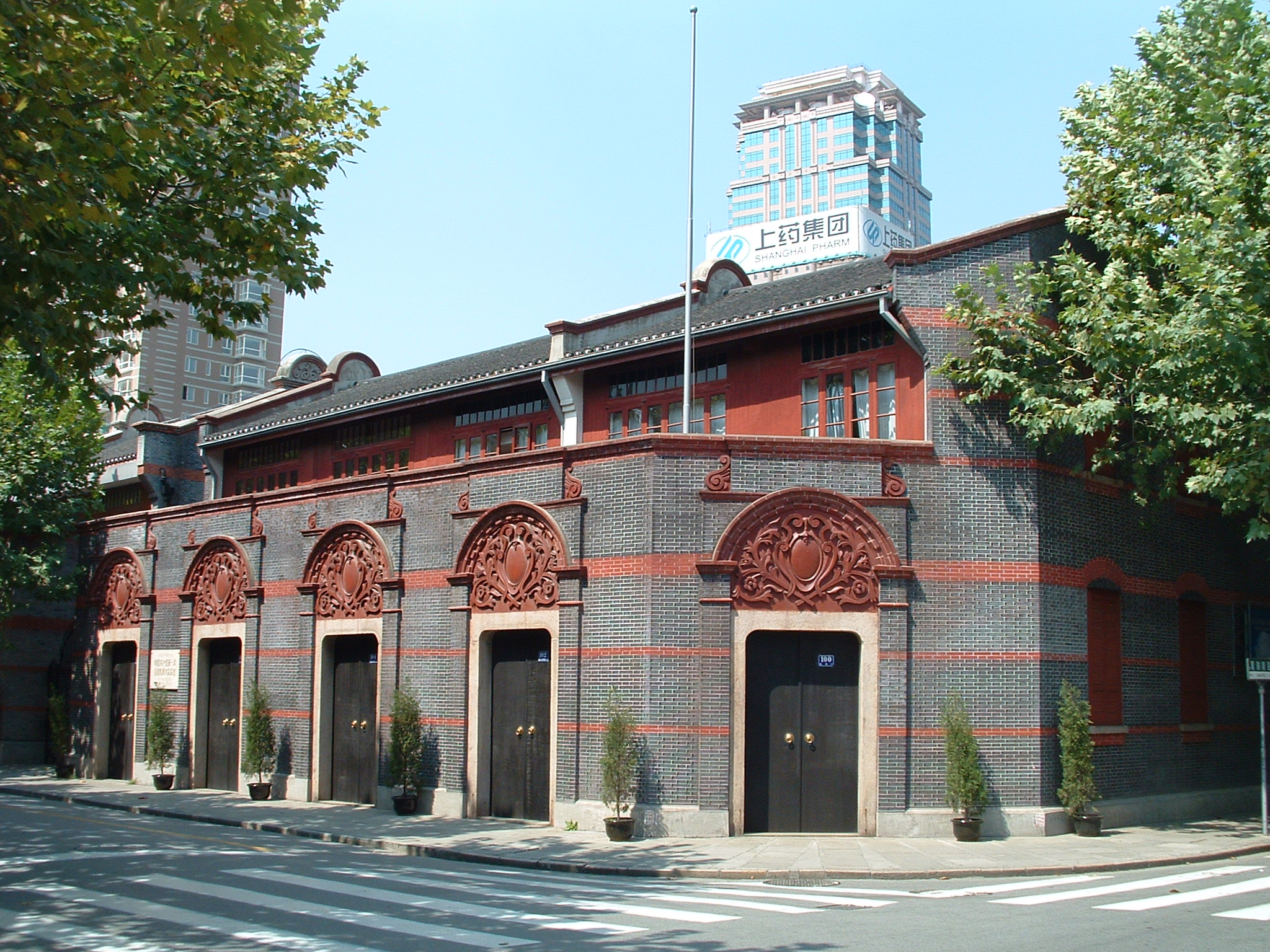
Здание в Шанхае, в котором проходил I съезд КПК

Обращение передовой китайской интеллигенции к коммунистическим идеям в начале XX века стало последствием длительного поиска путей модернизации страны и общества. Попытки реформирования до этого предпринимались Кан Ювэем и Лян Цичао, изгнанными из страны императрицей Цыси, а также Сунь Ятсеном, однако коммунисты оказались наиболее успешными в борьбе за объединение Китая.
Активная политическая роль китайского рабочего класса проявилась ещё в «Движении 4 мая» (1919), которое разгорелось в знак несогласия китайских граждан с решениями Версальского договора. С этого времени идеи марксизма-ленинизма стали проникать в среду рабочего класса. Рабочие Шанхая, Таншаня и других городов, организовав первые в истории Китая политические забастовки, приняли тем самым участие во всенародной антиимпериалистической борьбе, способствовали завоеванию народом победы в этой борьбе. Рост сил рабочего класса Китая способствовал тому, что левое крыло китайской интеллигенции, участвовавшей в «Движении 4 мая», начало проводить революционную борьбу среди рабочих. В период «Движения 4 мая» в кругах деятелей культуры выдвигались лишь такие лозунги, как «За демократию» и «За распространение науки», но левое крыло этого движения — революционная интеллигенция, получившая первоначальное представление об идеях коммунизма, — под влиянием Октябрьской революции в России стало одновременно распространять идеи о необходимости осуществления социализма в Китае и необходимости применения марксизма-ленинизма для руководства китайской революцией. Благодаря проводившейся в этом направлении пропагандистской и организационной работе среди рабочих революционное движение в Китае вступило в новый период своего развития.

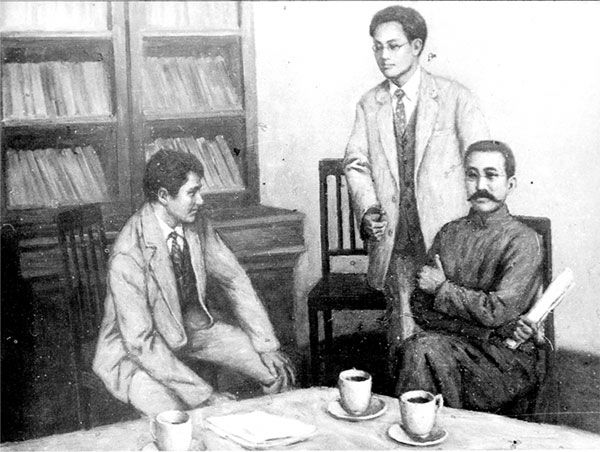
Встреча Григория Войтинского (слева)
с Ли Дачжао (справа) в 1920 году

Зачинателем коммунистического движения в Китае по праву считается профессор Пекинского университета Ли Дачжао. Сам он познакомился с трудами Маркса и Энгельса в японском переводе во время учёбы в Университете Васэда (Япония) в 1914—1916 годах. Им были основаны первые марксистские кружки, деятельность которых быстро привлекла внимание Коминтерна. С этого момента Коминтерн будет оказывать коммунистам Китая как организационную, так и финансовую поддержку.
В июне 1920 года в Китай прибыл агент Коминтерна Григорий Войтинский. Он встречается с Ли Дачжао и Чэнь Дусю, оказывает помощь и поддержку в организации различных молодёжных социалистических движений.
Коммунистическая партия Китая была основана в 1921 году в качестве кружка единомышленников. Официально партия ведет отчет своей истории с I съезда, состоявшегося нелегально в конце июля — начале августа 1921 года в Шанхае. На съезде присутствовало 53 человека, в том числе 12 делегатов.
Съезд провозгласил конечной целью партии построение в Китае социализма. Ключевую роль в съезде и создании партии сыграли Ли Дачжао, Чэнь Дусю, Чэнь Гунбо, Тань Пиншань, Чжан Готао, Хэ Мэнсюн, и Дэн Чжунся. На съезде в качестве одного из двух делегатов от провинции Хунань присутствовал и Мао Цзэдун. Среди других участников съезда были Дун Биу, Чэнь Таньцю, Лю Рэньцзин, Чжоу Фохай, Хэ Шухэн, Дэн Эньмин, а также представители Коминтерна Маринг и Никольский.

### Китайское революционное движение и «первый единый фронт» (1922—1927 гг.)
Расширение империалистической экспансии в Китае после Первой мировой войны, непрерывные вооруженные схватки между различными кликами милитаристов, усиление эксплуатации трудящихся, с одной стороны, влияние Октябрьской социалистической революции — с другой, привели к назреванию революционной ситуации.

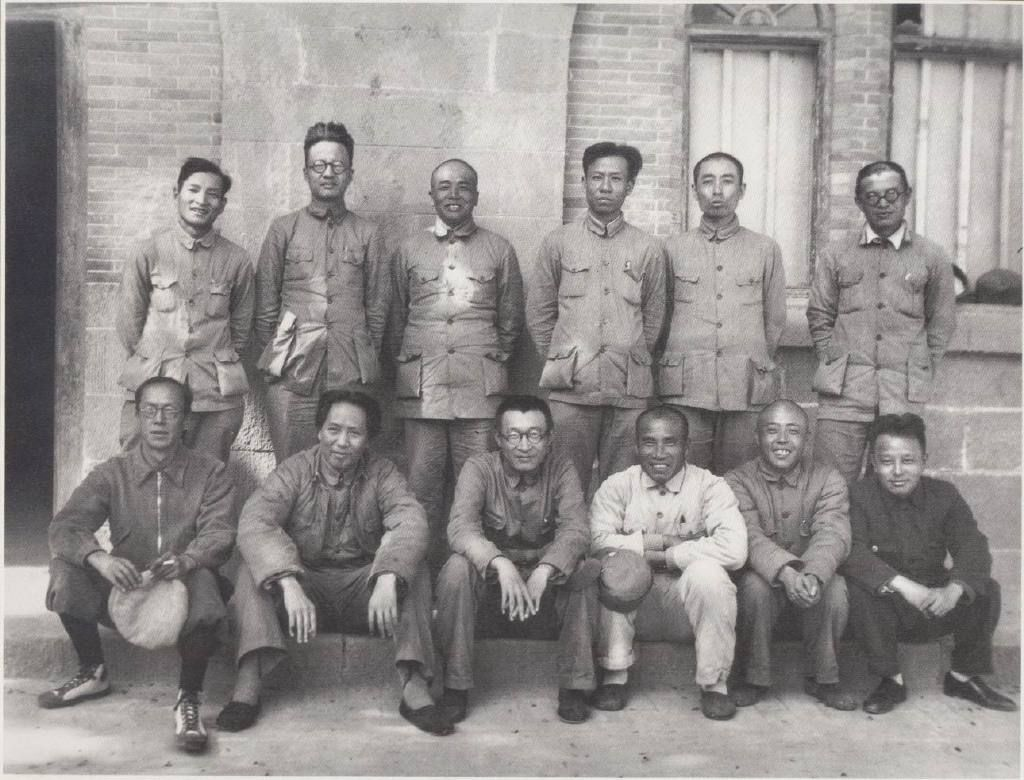
Руководство партии в 1938 году. Первый ряд, слева направо: Кан Шэн, Мао Цзэдун, Ван Цзясян, Чжу Дэ, Сян Ин, Ван Мин. Задний ряд, слева направо: Чэнь Юнь, Бо Гу, Пэн Дэхуай, Лю Шаоци, Чжоу Эньлай, Чжан Вэньтянь

В 1924 году был создан единый национально-революционный фронт. На основе сотрудничества Коммунистической партии Китая и реорганизованной Сунь Ятсеном партии Гоминьдан в Гуандуне с помощью советских военных и политических советников было создано ядро Национально-революционной армии. Росло профсоюзное и крестьянское движение, началась вооруженная борьба между революционными и милитаристскими кликами. Успехи национально-революционных сил в Гуандуне способствовали складыванию непосредственной революционной ситуации в общекитайском масштабе, которая после событий 30 мая 1925 года в Шанхае (см. «Движение 4 мая») переросла в революцию.
30 мая 1925 года в Шанхае проходили демонстрации, направленные против империалистической политики западных держав и прояпонского правительства в Пекине под руководством Чжан Цзолиня. Демонстранты блокировали иностранные концессии и ситуация грозила выйти из под контроля. К усмирению демонстрантов были привлечены силы шанхайской полиции и отряды сикхов, охранявших английские концессии в Шанхае. В результате полиция открыла огонь по демонстрантам, вызвав тем самым ещё больший народный гнев, переросший во всеобщие стачки и забастовки, прокатившиеся по стране в 1926—1927 гг.
1 июля 1925 года гуанчжоуское правительство было реорганизовано в Национальное правительство Китайской Республики и объединило под своей властью к весне 1926 года провинции Гуандун, Гуанси, Гуйчжоу. 9 июля 1926 года основные силы НРА выступили из провинций Гуандун и Гуанси на Север (см. Северный поход). Победы НРА в процессе Северного похода привели к освобождению Южного и Центрального Китая от власти милитаристов. В эти годы росли численность и влияние КПК. В то же время углубление революции пугало национальную буржуазию, особенно её правое крыло, представителем которого был главком Чан Кайши. Давление империализма (в частности, бомбардировка военными кораблями США, Англии, Франции и Японии Нанкина в марте 1927 года) ещё более усилило колебания национальной буржуазии.

### Разрыв с Гоминьданом и Китайская Советская Республика (1927—1937 гг.)
В начале 1927 года НРА вошла в Шанхай, где коалиция КПК и Гоминьдана начала формирование нового национально-революционного правительства. 12 апреля 1927 года Чан Кайши и его сторонники совершили в Шанхае контрреволюционный переворот, объявив КПК вне закона. Левое крыло Гоминьдана все ещё продолжало сотрудничество с КПК в Ухане, временной столице коалиционного правительства. Сторонники Чан Кайши развернули в стране антикоммунистическую кампанию. Начались массовые аресты деятелей КПК. Коммунисты ушли в подполье. В результате Наньчанского восстания часть сил НРА переметнулась на сторону коммунистов. КПК начала формирование Китайской Красной армии.

Флаг Китайской Советской Республики в Цзянси

К началу 1928 года Чан Кайши установил свою власть над большей частью страны. В свою очередь коммунисты на подконтрольных им территориях начали создавать советские районы. В 1931 году после IV съезда КПК во внутренних районах страны Мао Цзэдун и Чжу Дэ основали Китайскую Советскую Республику. Тем временем Гоминьдан, сосредотачивая все большую власть в своих руках, организовывал карательные походы против коммунистов. Силы Гоминьдана захватывали все больше советских территорий. За период с 1931 года до начала 1934 года количество советских районов сократилось, однако некоторые из них расширили свою территорию. К осени 1933 года Китайская Красная армия успешно отбила четыре карательных похода армии Гоминьдана против советских районов.
В октябре 1934 года группировка Китайской Красной армии, оборонявшая Центральный советский район, вынуждена была оставить его и начать свой Великий поход (1934—1935). В ходе Великого похода обнаружились противоречия между китайскими коммунистами и Коминтерном. Коминтерн терял контроль над КПК, а Мао Цзэдун и Чжу Дэ становились всё более самостоятельными. В период с осени 1935 года по осень 1936 года уцелевшие отряды Красной Армии сосредоточились в районе на стыке провинций Шэньси и Ганьсу, который после завершения Великого похода оставался единственным советским районом.

### Война против японских захватчиков и «второй единый фронт»

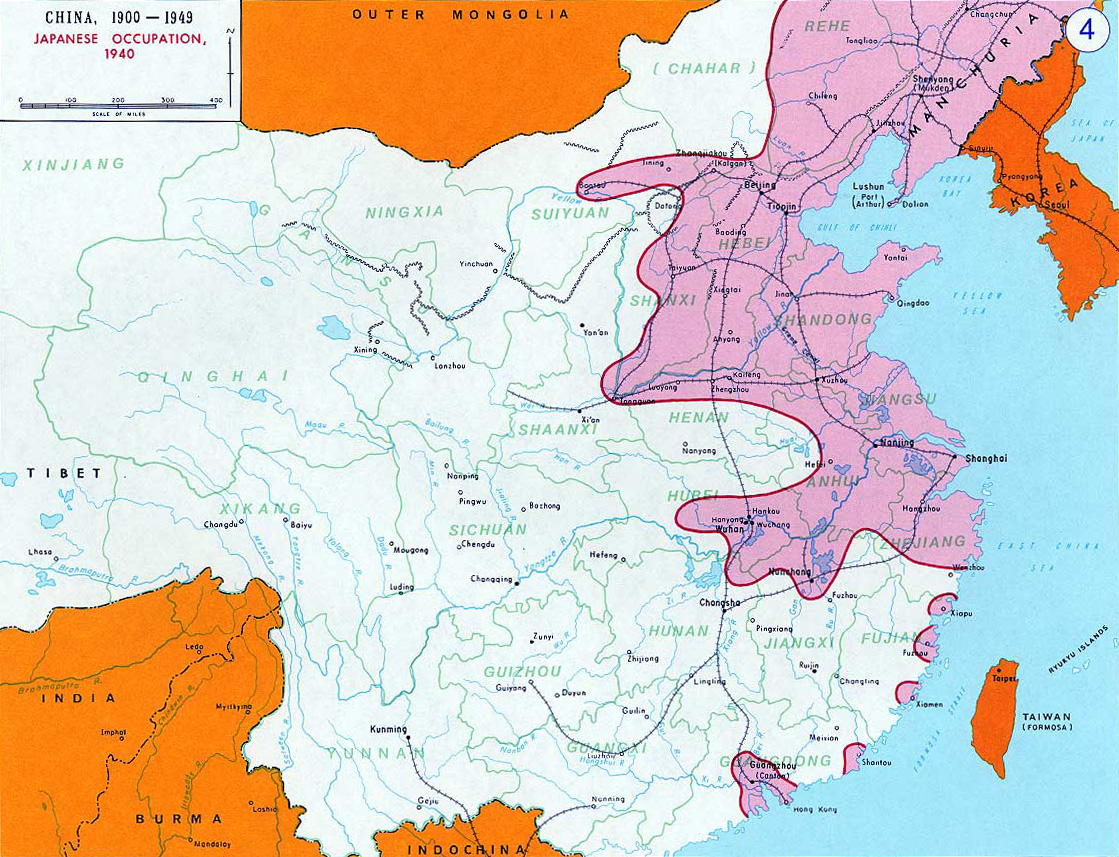
Японская оккупация Китая

В период японской агрессии в Китае (1937—1945 гг.) коммунисты и гоминьдановцы с целью борьбы с общим врагом создали т. н. «второй единый фронт». То есть нападение милитаристской Японии на Китай вызвало перегруппировку сил в стране и сделало вопрос национального спасения главным вопросом политической жизни Китая. КПК, исходя из решений 7-го конгресса Коминтерна, предприняла усилия для сплочения в единый антияпонский фронт всех патриотических сил страны на базе сотрудничества КПК и Гоминьдана. Новая тактика китайских коммунистов предусматривала временный союз с Гоминьданом и сосредоточение основных сил партии и рабочего класса на борьбе против японских оккупантов.
В результате переговоров между представителями Гоминьдана и КПК был издан приказ о переименовании главных сил Красной армии, находившихся тогда на северо-западе страны, в 8-ю национально-революционную армию Китая (в соответствии с нумерацией войсковых соединений, сражавшихся на фронте, она впоследствии стала называться 18-й армейской группой 2-го военного района). Командующим армией был назначен Чжу Дэ, его заместителем — Пэн Дэхуай, начальником штаба — Е Цзяньин, начальником политуправления — Жэнь Биши. В 8-ю армию вошли три дивизии: 115-я (войска бывшего 1-го фронта и 15-й полк Красной армии) — командир Линь Бяо, заместитель Не Жунчжэнь; 120-я (2-й фронт) — командир Хэ Лун, заместитель Сяо Кэй; 129-я (бывшие войска 4-го фронта) — командир Лю Бочэн, заместитель Сюй Сянцянь. После реорганизации 8-я армия, численность которой была определена в 45 тыс. человек, выступила на фронт в провинцию Шаньси. Семь охранных полков, военно-политическая академия, высшая партийная школа остались в Шэньси. Однако армии практически не подчинялись командованию Национально-революционной армии и вели боевые действия против японцев самостоятельно.
С самого начала антияпонской войны в Китае сложилось два фронта борьбы, резко отличавшихся по характеру, стратегии и тактике: партизанский фронт в тылу врага, руководимый коммунистами, и фронт регулярных войск во главе с Национальным правительством Китая. Гоминьдановские армии применяли тактику фронтальной обороны, сдерживая натиск основных сил японских войск, иногда нанося им контрудары. Войска, руководимые КПК, вопреки указаниям Мао Цзэдуна активно сражались с гарнизонами врага, наносили удары по его коммуникациям, поднимали на борьбу население, расширяя свои базы.
За 8 лет боевых действий численность КПК увеличилось с 40 тыс. членов до 1,2 миллиона человек, а численность военных формирований партии увеличилась с 30 тыс. человек до 1 миллиона.

### Гражданская война в Китае
Вторая мировая война закончилась разгромом милитаристской Японии в сентябре 1945 года. Китай, как и многие другие страны Азии, получил широкую возможность для самостоятельного, независимого развития. Однако этому мешала сложная внутриполитическая обстановка в стране, где фактически сложилось два государства. Одно — контролируемое гоминьдановским правительством, другое — руководимое Коммунистической партией Китая. Длительное их противостояние привело к гражданской войне.
Перешедшие в наступление гоминьдановские войска взяли в марте 1947 года даже город Яньань, где располагался ЦК КПК и главный штаб НОАК. Но это был временный успех и через некоторое время коммунисты перешли в контрнаступление. 5 декабря 1947 года 4-я армия и две группы войск Северного Китая перешли в наступление на фронте протяжённостью 800 км. Целью операции было овладение Калганом (Чжанцзякоу) — центром провинции Чахар, Тяньцзинем — крупнейшим экономическим центром и портом, также овладение Пекином. После ряда успешных операций, 31 января 1949 года Красная армия без боя вступила в Пекин. 21 апреля коммунисты форсировали Янцзы, взяв Нанкин два дня спустя. 27 мая был взят Шанхай. 1 октября в Пекине была провозглашена Китайская Народная Республика. 14 октября был взят и Гуанчжоу. Основные боевые действия завершились с высадкой китайских красноармейцев на острове Хайнань и полным овладением им с помощью местных партизан весной 1950 года. После их окончания под контролем коммунистов оказался континентальный Китай и остров Хайнань, а под властью Гоминьдана остались острова Тайвань, Пэнху (в Тайваньском проливе) и группа островов (Цзиньмэнь и Мацзу), относящихся к провинции Фуцзянь.